# Zakari Nandja
Zakari Nandja is een Togolees politicus en generaal, die van mei 2009 tot 2013 in de regering van Togo dient als Minister van Staat voor water, riolering en dorpshydrauliek, een schijnfunctie. Sedert de jaren negentig was hij stafchef van het Togolese Leger en een vertrouweling van president Étienne Eyadéma (die zelf ook een militair was).
In 2000 leidde hij een Togolese militaire delegatie die een bezoek bracht aan de Volksrepubliek China. Op 5 februari 2005, enkele uren na de dood van president Eyadéma pleegden Nandja en zijn (militaire) volgelingen een coup en installeerden Faure Eyadéma.
Op 17 mei 2009 werd hij benoemd in de regering; Essofa Ayeva werd toen aangesteld om hem te vervangen als stafchef. Nandja's benoeming in de regering volgde op het verijdelen van een vermeend staatsgreepcomplot in april 2009. Hij bekleedde deze ministeriële functie vier jaar voordat hij in 2013 definitief werd afgezet.